# Musikdrama
Musikdrama, dramma per musica, var den betegnelse der blev anvendt om de første forsøg på at danne et lyrisk drama i Florens i 1600-tallet.
En ægte renaissancebevægelse, idet man dermed tilstræbte en genfødelse af den græske antiks tragedie, hvor musikken uden al tvivl må have spillet en vigtig rolle. Efterhånden som imidlertid musikkens udvikling i denne renaissancetid mere og mere tog fart i løbet af det 17. århundrede og dermed mere og mere fjernede sig fra det oprindelige florentinske musikdrama – idet søde melodier afløste musikdramaets spartanske former – blev det almindeligt at kalde disse senere udgaver af musikdramaet i Italien for opera. I operaen blev da musikken målet og dramaet kun midlet.
Først Richard Wagner fik tingene lagt til rette som de var i musikdramaets første tider i Florens: Dramaet kom atter til at indtage hæderspladsen for denne dualisme, og den gamle benævnelse, musikdrama, kom på ny til ære og værdighed i Bayreuth-mesterens senere store værker ligesom hos hans efterfølgere.